# Tour Franklin (La Défense)
La tour Franklin est un gratte-ciel de bureaux situé dans le quartier d'affaires français de la Défense, à Puteaux.

## Description
Quelques entreprises installées dans la tour :
- Allianz
- Assuratome
- Attachmate
- Bred Centre d'Affaire
- Bforbank
- Chimiray
- Chugai Pharma
- CGI
- CIP
- Comverse
- Crédit du Nord
- Dalkia Wastenergie
- Ellisphere
- Emeraude Direct
- Eurinnov
- Evergreen
- Expectra
- Genworth Assurance
- GERS (Groupement pour l'Élaboration et la Réalisation de Statistiques)
- Groupe GEOS (Sûreté et Sécurité)
- Groupe TIRU
- GSA (Cabinet de courtage en assurance)
- HR Path
- Invivoo
- Linagora
- m2ocity
- Novell
- Prepar Vie
- Showa Europe
- Siricie-iris
- Startinnov
- Streamcore
- Tata Consultancy Services France
- Touax Group
- Unipex
- Verizon Business
- Vie Plus
- Vitogaz
- VMware
- Wavestone

## Iconographie

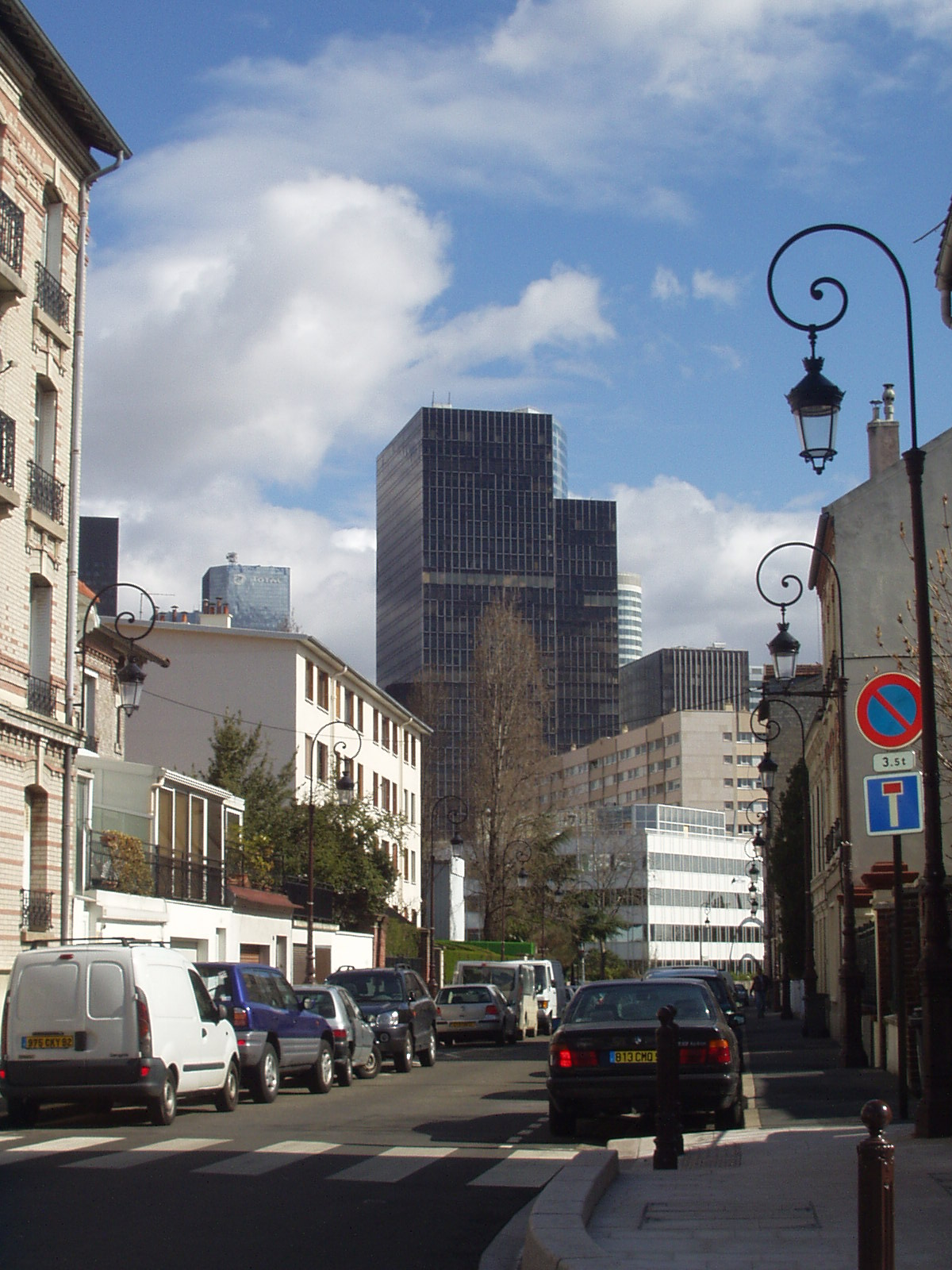
Tour Franklin (vue de Puteaux)
Tour Franklin avec la résidence Boieldieu en premier plan à La Défense